# Catedral de Nuestra Señora (Antibes)
La catedral de Nuestra Señora de la Platea de Antibes (en francés: cathédrale Notre-Dame-de-la-Platea), también llamada Nuestra Señora de la Immaculada Concepción o simplemente catedral de Antibes es una antigua iglesia catedral católica situada en la ciudad de Antibes en la Riviera francesa, al sur de Francia. Es desde 1945 un monumento histórico de Francia. A partir del siglo V o VI se construyó una catedral en el sitio donde había estado un templo pagano, cuyos restos se pueden ver en la capilla del Espíritu Santo. Se dice que San Pablo fue arrestado aquí en un viaje a España en el año 63 d. C.. Destruida por los bárbaros en 1124, la iglesia fue reconstruida a principios del siglo XIII. La planta fue concebida con 3 naves. La iglesia ha sufrido muchas transformaciones a lo largo de los siglos. La fachada actual es de estilo italiano y a partir de 1747 reconstruida después de un fuerte bombardeo . 
En su interior, hay algunas obras maestras del Renacimiento y los tiempos modernos: por ejemplo un crucifijo de mediados del siglo XV en el coro. La capilla del transepto es una obra maestra del artista provenzal Louis Brea en el siglo XVI: representa a la Virgen con el Rosario. También se puede contemplar el portal tallado de Jacques Dole de principios del siglo XVIII.
Antiguamente era la sede de los obispos de Antibes (desde el siglo V hasta 1244), más tarde obispos de Grasse. El obispado no fue restaurado después de la Revolución Francesa y fue agregado por el Concordato de Francia 1801 a la diócesis de Niza.

## Véase también

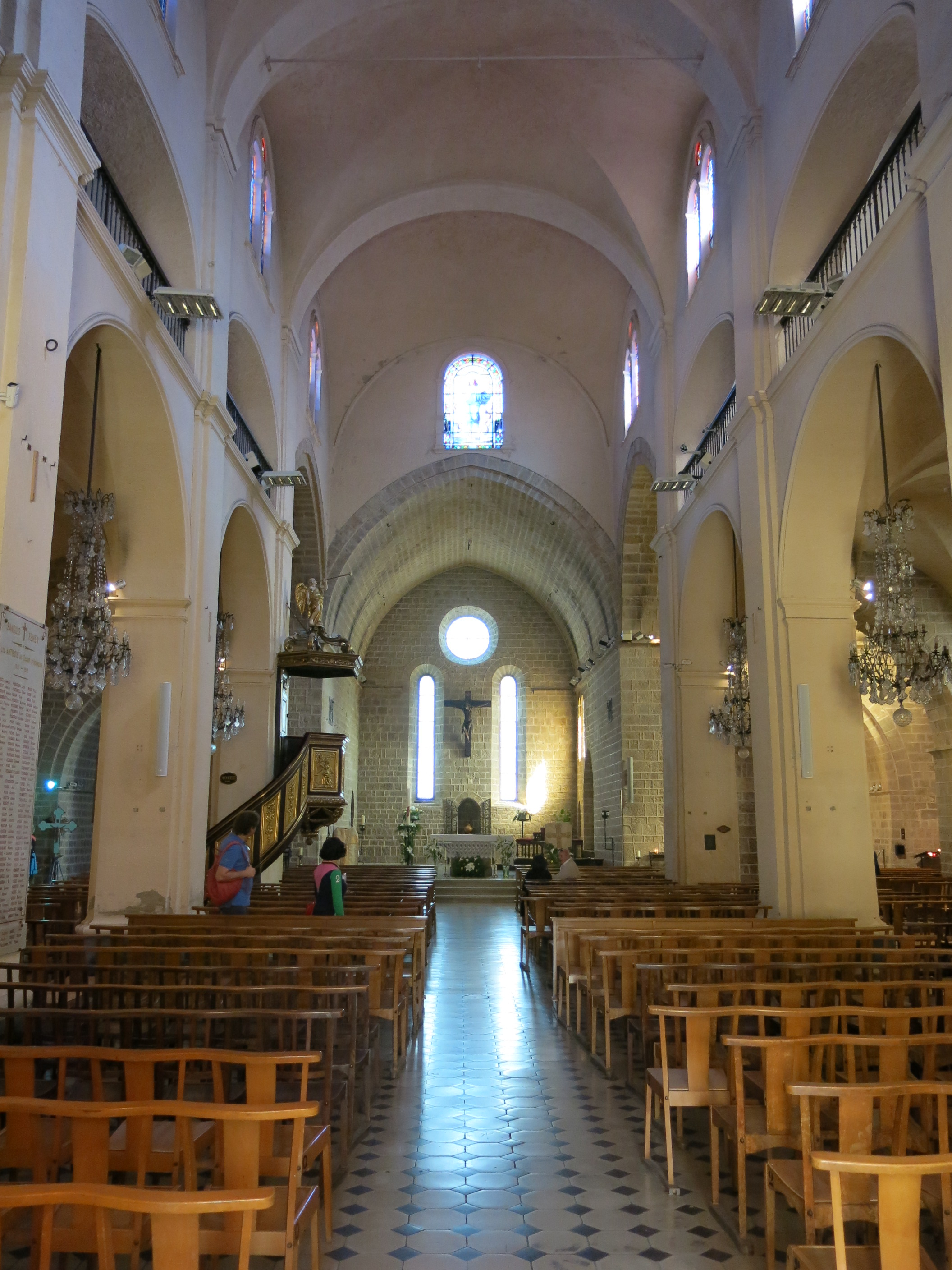
Vista interna